# 都市的地域

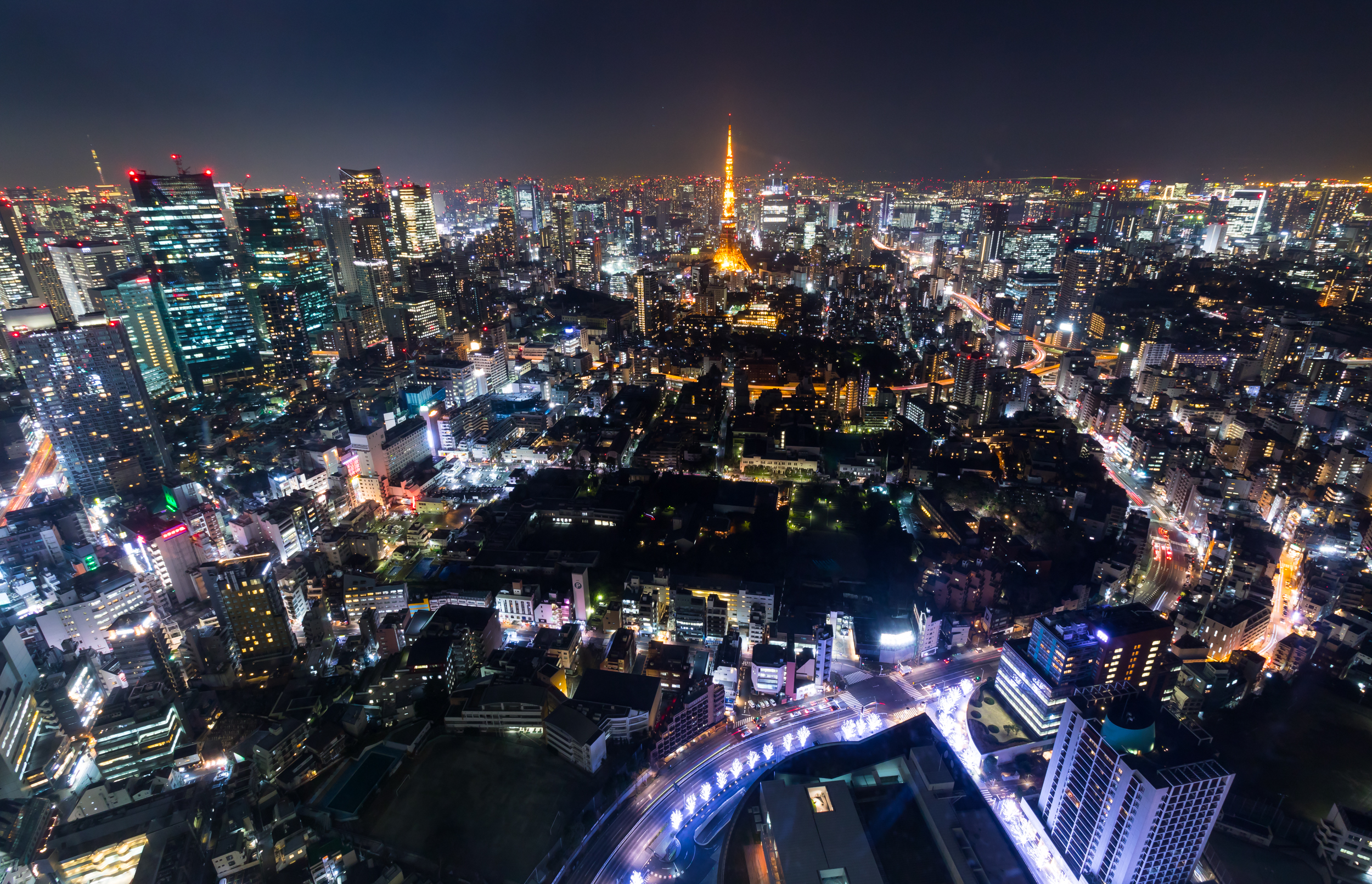
東京

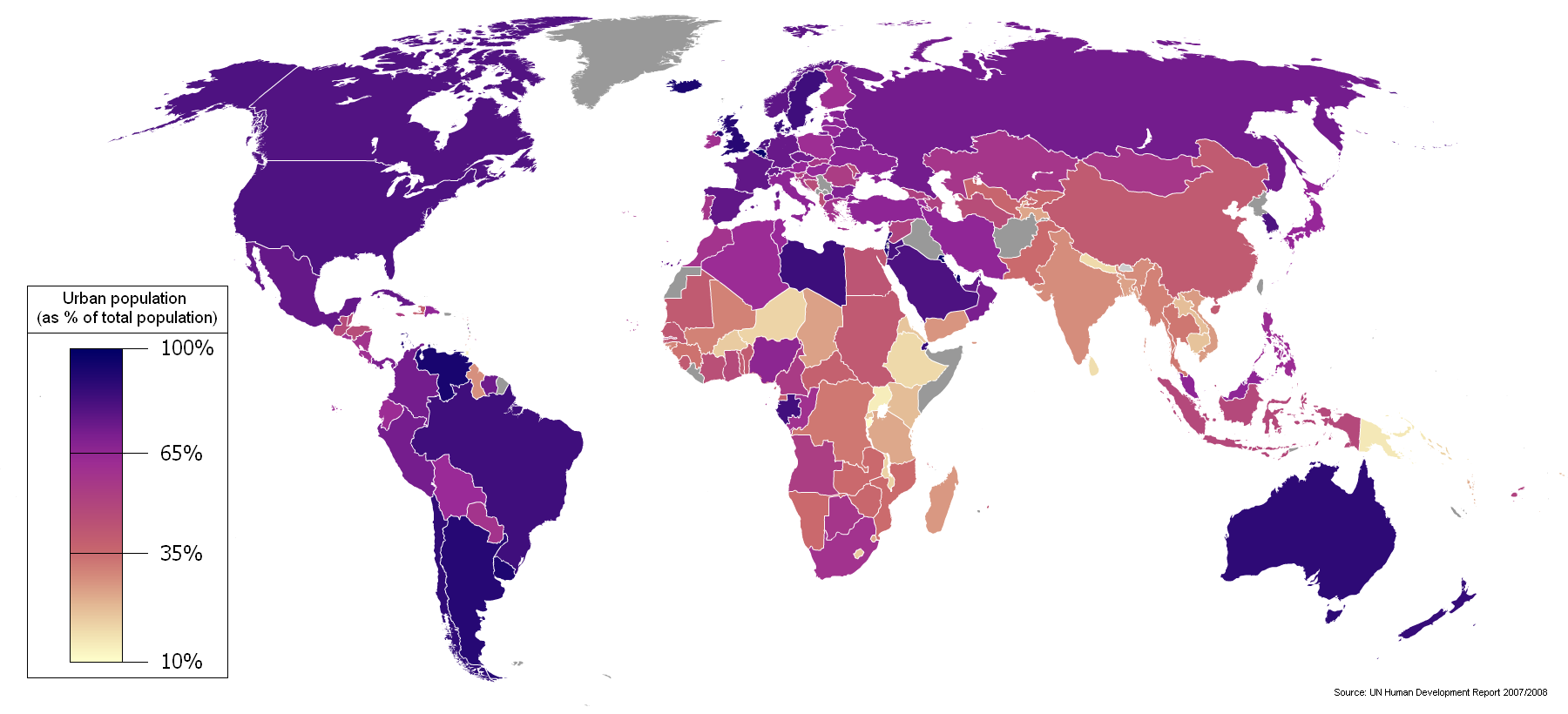
都市人口比率の分布を示した世界地図。

都市的地域（としてきちいき、英語:urban area）は、その周辺に比して高い人口密度をもち、多数の人工構築物などが特徴となっている地域。都市的地域は行政上の市や町、あるいはコナベーションが形成されている地域であることが多いが、村や村落といった農村的な集落を指して都市的地域ということは普通はない。 
都市的地域は都市化の進行によって形成され、さらに発展していく。都市的地域の広がりを測ることは、人口密度やスプロール現象の分析に役立ち、都市/農村人口の切り分けにも役立つ(Cubillas 2007)。
都市圏(metropolitan area)は、都市的地域だけでなく、多くの就業機会を提供する中心の都市に、通勤による雇用などで社会経済的に結び付いた衛星都市や周辺の農村的地域も含む概念である。都市的地域は、大都市圏の広がりの中で、人口においても経済活動においても、中核的な部分として集積し成長する。
一般的に都市圏は、郡なり、それに準じる規模の行政単位を積み上げる形で設定されることが多い。郡は、比較的安定した行政区画であり、経済学者などは、都市圏を単位とした経済・社会統計を用いることが望ましいとすることが多い。都市的地域は、人口あたりの土地利用や、人口密度などをより適切に捉えた統計を得るために必要となる区画である(Dumlao & Felizmenio 1976)。

## 定義
都市的地域の定義は、国によって大きく異なっている。ヨーロッパの国々は、都市的な土地利用を指標に都市的地域を区切っており、国勢調査の調査区を単位とするのではなく、都市的土地利用が、例えば 200m 以上の空隙を置かずに連続している範囲を、衛星画像を使って判定している。発展途上国では、土地利用や人口密度のほかに、人口の就業形態も考慮されることがあり、例えば人口の75％以上が農林水産業に従事していない、といった条件が加えられることがある。

### オーストラリア
オーストラリアでは、都市的地域は「都市的中心地 (urban centres)」と呼ばれ、ひとつの人口集積地の人口は1000人以上で、人口密度 200人/km2以上の国勢調査調査区が連続する範囲として定義される。

### カナダ
カナダでは、都市的地域は人口密度 400人/km2以上の区域が人口1000人以上の集積地を成している状態を指す。隣接する2つの都市的地域の距離が2km以下の場合には、1つの都市的地域として統合する。都市的地域の境界線は、自治体の行政境界とは関係なく設定される

### 中国
中国では、都市的地域は「市区」あるいは「市中心(urban centres)」と呼ばれ、人口密度1,500人/km2以上の都市地区、市や町を指す。この人口密度に達しない都市地区については、市街地内や、近郊集落に住む者だけを都市人口として計算する。

### フランス

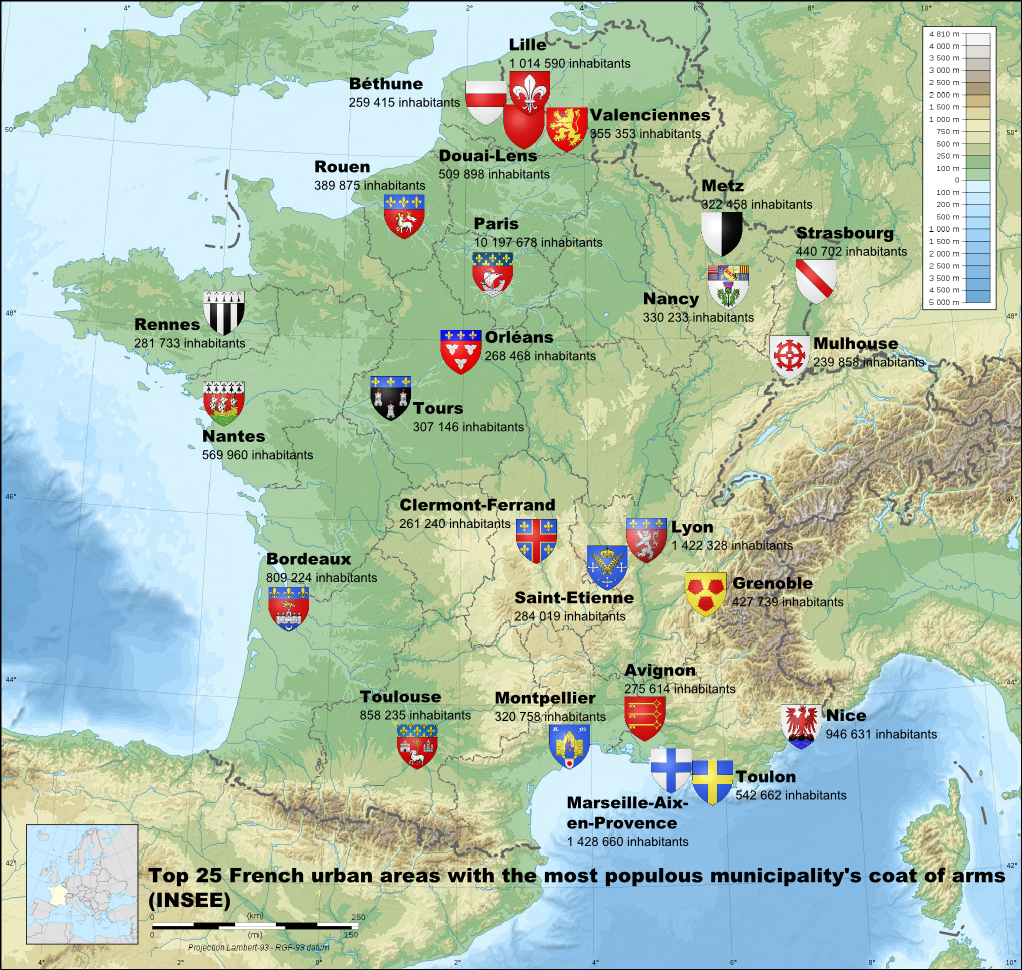
フランス上位25の都市的地域

フランスでは、北米における都市的地域の定義に近い「都市単位 (aire urbaine)」と呼ばれる都市的集積地域を中心に、そこへの通勤地帯(couronne périurbaine)を含めて、都市域(aire urbaine)を設定している。INSEE（フランス国立統計経済研究所：インセ）は、都市域(aire urbaine)を英語では urban area（この項目において「都市的地域」と訳している表現）と訳すのを公式なものとしているが、北米の用語法からすれば、これはむしろ都市圏( metropolitan area)に近い概念である。

### 日本
日本では、都市的地域は、国勢調査の調査区を単位とした、人口密度4,000人/km2以上の人口集中地区 (DID)の連続体として把握されている。

### ニュージーランド
ニュージーランドの統計局にあたるStatistics New Zealandは、都市的地域(New Zealand urban areas)を、人口1,000人を超える集落と定義している。

### ノルウェー
ノルウェーの統計局にあたるStatistics Norwayは、tettsteder と呼ぶ都市的地域を、他の北欧諸国に準じて定義しているが、デンマークやスウェーデンとは異なり、公園や工業団地や河川などといった例外的状況がない限り、建物と建物の間隔は50m未満でなければ都市的地域が連続しているとは見なさない。ただし、都市的地域の縁から400m以内に、数軒の建物の集積がある場合は、これを都市的地域に組み込む。

### フィリピン
フィリピンでは、1980年代に、今日のマニラ首都圏の周縁部が、まだ別個の地方であった頃から、「メトロ・マニラ (Metro Manila)」という表現が盛んに用いられるようになった。厳密な行政区としてのマニラ市域が非常に狭小であることもあって、マニラ首都圏の外にいる人々、特に他地域出身者や外国人などは、このメトロ・マニラを指して、単に「マニラ」と呼ぶことが多い。

### ポーランド
ポーランドでは、公式の「都市」人口統計は、町に相当する miasta の地位がある場所の人口の合計であり、「農村」人口も同様に、こうした町以外の場所の人口の合計である。このため、都市/農村人口の統計は、誤った印象を導きかねない危うさがあり、村としての地位しかない自治体が、小さな町よりも、人口においても人口密度においても優っていることがよくある。

### スウェーデン
スウェーデンでは、tätorter と呼ぶ都市的地域(Urban areas in Sweden)が、地方行政区画とはまったく独立に、統計上定義されている。スウェーデンには1940区画の都市的地域が設定されており、その人口規模は200人から1,252,000人まで様々である。

### イギリス
イギリスの国家統計局は、1951年以来、都市的地域ごとの人口統計を作成している。1981年からは、陸地測量部(Ordnance Survey)の地図上で示される、都市開発が最も広がった時点での範域に基づいて統計を作成している。ここでの都市的地域は、少なくとも20haの面積があり、国勢調査の際に1,500人以上の居住者が確認されなければならない。200m 以内の距離で近接した都市的地域はまとめられ、交通施設なども都市的地域に含まれる。上位20の都市的地域は、以下の通り。
1. Greater London Urban Area
2. West Midlands Urban Area
3. Greater Manchester Urban Area
4. West Yorkshire Urban Area
5. Greater Glasgow
6. Tyneside
7. Liverpool Urban Area
8. Nottingham Urban  Area
9. Sheffield Urban Area
10. Bristol Urban Area
11. Greater Belfast
12. Brighton/Worthing/Littlehampton
13. Edinburgh
14. Portsmouth Urban Area
15. Leicester Urban Area
16. Bournemouth Urban Area
17. Reading/Wokingham Urban Area
18. Teesside
19. The Potteries Urban Area
20. Coventry/Bedworth Urban Area

### アメリカ合衆国
アメリカ合衆国では、都市的地域(アーバン・エリア：urban area)を捉える2つのカテゴリーがある。都市化地域(urbanized area)は、人口50,000人以上の集積がある地域である。この人口水準に満たない都市的地域は都市化クラスター(urbanized area)と呼ばれる。アメリカの国勢調査で都市化地域の境界線が引かれたのは、1950年の調査からであったが、都市化クラスターは2000年の調査から導入された。人口10,000人を超える都市化地域/都市化クラスターは、全米で1,371か所にのぼる。(英語版 List of United States urban areas には、概ね40,000人以上の都市化地域/都市化クラスターのリストがある。)
合衆国統計局は、都市的地域を、1平方マイルあたり1,000人（386人/km2に相当）以上の人口密度をもつ国勢調査調査区（またはその連なり）と、それに隣接する、1平方マイルあたり500人（193人/km2に相当）以上の人口密度をもつ国勢調査調査区と定義している。
合衆国統計局が定義する都市化地域は、都市の規模を測る手法として、より正確なものであるとして分析に用いられる。これは、都市によって、都市化地域と（行政区画としての）市域の広がりは、全く異なっているからである。例えば、サウスカロライナ州グリーンビルの人口は6万人未満の水準でしかないが、都市化地域人口は30万人を超えている。一方、ノースカロライナ州のグリーンズボロは、人口20万人を超えているが、都市化地域人口は27万人ほどである。両市を比べると、見方によっては、行政区画による人口が少ないグリーンビルの方が、実際にはより大きな都市であると見ることもできる。もちろん、他の観点、例えば課税であるとか地方選挙といった観点から見る場合は、必ずしもそうはならない。
アメリカ合衆国で最大の都市的地域はニューヨークであり、ニューヨーク市自体の人口だけでも800万人を超えており、都市圏の人口は1900万人ほどになる。これに続く規模の、4つの都市的地域は、ロサンゼルス、シカゴ、マイアミ、フィラデルフィアである。2000年4月の時点で、合衆国の総人口のほぼ79%は、都市化地域内に住んでいた。都市化地域を全て合せると、面積としては合衆国全体の2％に相当する。都市化地域居住者の大部分は、郊外居住者であり、都市中心部の居住者は都市化地域居住者の30％ほど（2億1千万人の都市化地域居住者の内、6千万人ほど）である。
合衆国農務省による全国資源調査一覧(natural resources inventory)においては、都市的地域は、既開発地域(developed areas)とか、都市・建築物密集地域などと表現される。そこには、都市、村落、その他の建築物密集地域で10エーカー(4ha)を超えるものや、工業用地、鉄道用地、墓地、空港、ゴルフ場、射撃場、公共施設用地、等々が含まれている。1997年の全国資源調査一覧は、このカテゴリーにあたる場所の面積をのべ9800万エーカー(4千万ha：40万km2)と計算しており、1982年から2500万エーカー(1千万ha：10万km2)増加したとしている。